# ژرژ لوتس
ژرژ لوتس (فرانسوی: Georges Lutz‎; ۳ نوامبر ۱۸۸۴ – ۳۱ ژانویهٔ ۱۹۱۵) دوچرخه‌سوار اهل فرانسه بود.